# ЛТ-5
ЛТ-5 — опытная серия украинских высокопольных четырёхосных трамвайных вагонов. 4 вагона выпущены в 2003 году на Луганском тепловозостроительном заводе

## Технические подробности
Вагоны были разработаны по заказу Москвы[уточнить] с целью обеспечения подвижным составом трамвайного депо им. Апакова. Трамвайные вагоны, выпускавшиеся в тот период, не проходили по габаритам на некоторые деповские канавы. Новые вагоны получили наименование ЛТ-5. Они оснащены комплектом электрооборудования от 71-608КМ и тележками c двухступенчатым рессорным подвешиванием конструкции Луганского завода, благодаря которым движение вагона даже на плохих путях очень плавное.

## Судьба вагонов
В начале 2003 года было построено 4 вагона, и они начали проходить испытания в Луганске. 9 апреля 2003 года они прибыли в Москву на станцию Угрешская, 10 и 11 числа их отвезли в депо им. Апакова. К 16 апреля был расконсервирован первый вагон, и во время процедуры приёмки он совершил поездку по территории депо перед начальством. 19 апреля в 15:40 он же совершил вероятно первый самостоятельный выезд на обкатку за территорию депо - в тот день он доехал до Даниловской мануфактуры. После этого вагоны почти каждый день стали ездить на испытания по сети Апаковского депо. Ездили в основном по трассам 1, 14 и 26 маршрутов. К 15 мая вагонам присвоили парковые номера 1001-1004.
Пассажирская эксплуатация вагонов началась 1 июня 2003 года, они работали на маршруте №39: Метро Университет - Метро Чистые Пруды.
С 2005 года вагоны не работают из-за проблем с конструкцией дисковых тормозов.
С 2008 года вагонам присвоили номера спецвагонов и несколько раз перенумеровывали. 1002 под №1001 передан в музей, и находится на ТРЗ. Остальные вагоны стоят на ТРЗ, и в Бауманском депо.